# Harriet Cains
Harriet Cains (Nottingham, 17 settembre 1993) è un'attrice britannica.

## Biografia
Harriet Cains è nata a Nottingham e ha studiato recitazione al Television Workshop. Dopo alcune piccole esperienze televisive, la Cains ha ottenuto il ruolo comprimario di Jem Walker nella serie televisiva In the Flesh, che ha interpretato nel 2013 e nel 2014.
Successivamente ha continuato a recitare in televisione, apparendo in diversi episodi di Vera, No Offence e Marcella, prima di ottenere il ruolo ricorrente di Philippa Featherington nella serie di Netflix Bridgerton nel 2020.

## Filmografia

### Televisione
- Doctors - serie TV, 1 episodio (2012)
- Hollyoaks Later - serie TV, 4 episodi (2013)
- In the Flesh - serie TV, 9 episodi (2013-2014)
- Safe House - serie TV, 4 episodi (2015)
- Vera - serie TV, 1 episodio (2016)
- No Offence - serie TV, 1 episodio (2016)
- Line of Duty - serie TV, 1 episodio (2017)
- Marcella - serie TV, 6 episodi (2018)
- Urban Myths - serie TV, 1 episodio (2020)
- Bridgerton - serie TV, 8 episodi (2020)